# Ligne T2 du tramway du Mans
La ligne 2 du tramway du Mans est la seconde ligne de tramway sur fer de l'agglomération du Mans, exploitée par la Setram.
Le projet, présenté en septembre 2011, a abouti à son inauguration le 30 aout 2014 (pour une mise en service le 1er septembre 2014) reliant les terminus Bellevue - Hauts de Coulaines et Espal - Arche de la nature. L'ancien réseau avec une ligne à trois branches laisse désormais place à deux lignes distinctes.

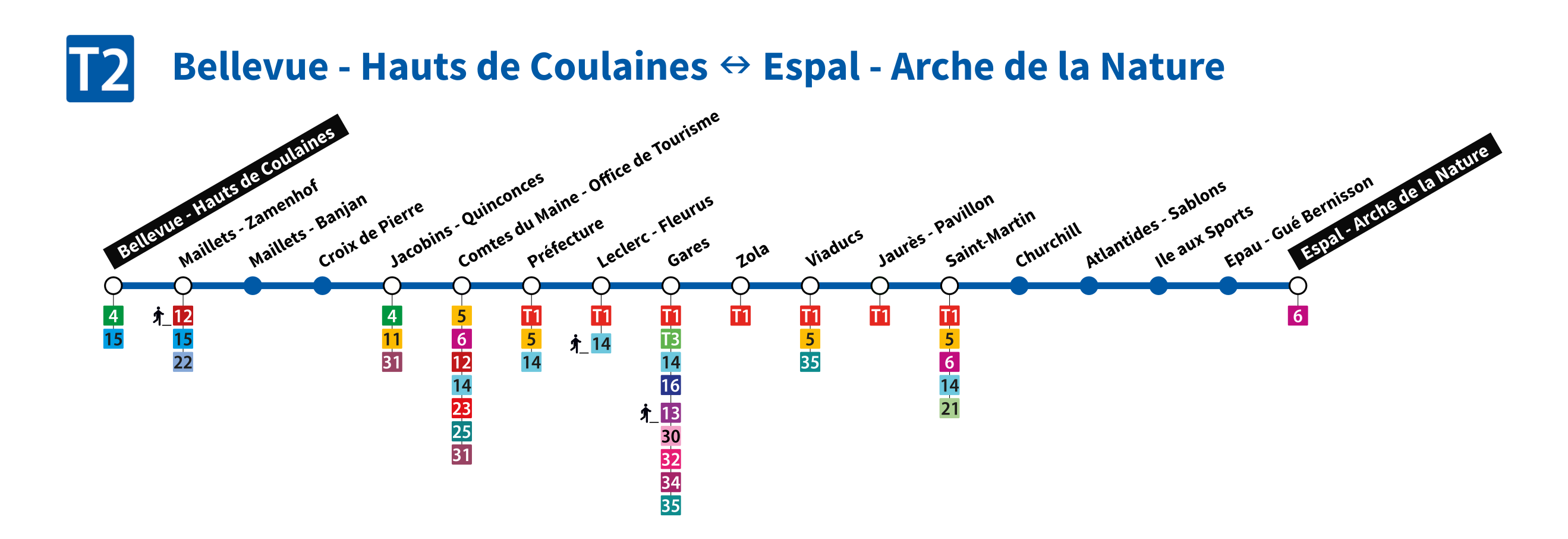
Plan schématique de la ligne.

## Histoire
Après le succès commercial de la première ligne, et afin de remplacer l'ancienne ligne 3 du réseau de bus, la plus fréquentée et devenue saturée, le projet d'une nouvelle ligne a vu le jour. Cette ligne reprend l'ancien second embranchement de la ligne T1 du tramway de l'Espal - Arche de la Nature jusqu'à Saint-Martin, faisant jonction à cette station avec le premier embranchement. Elle emprunte alors un tronc commun avec la ligne T1 des stations Saint-Martin à Préfecture, en desservant notamment la gare du Mans. Enfin, une extension du réseau sur près de quatre kilomètres permet d'assurer la desserte de la Place des Jacobins, fraîchement remaniée, avec le nouveau théâtre municipal du Mans, et le cinéma Pathé-Gaumont, via les avenues Mendès-France et Mitterrand. La ligne bifurque ensuite au pied de la cathédrale du Mans via l'avenue de Paderborn en direction de la Place de la Croix de Pierre, bordant les lycées Montesquieu et Bellevue. Le T2 traverse alors le quartier des Maillets, puis emprunte l'avenue Zamenhof afin de rallier la commune de Coulaines, dont elle assure la desserte des hauts de la ville.
Cette extension du réseau de tramway manceau a entrainé la construction de six nouvelles stations :
- Comtes du Maine - Office de Tourisme
- Jacobins - Quinconces
- Croix de Pierre
- Maillets - Banjan
- Maillets - Zamenhof
- Bellevue - Hauts de Coulaines

Le réseau de tramway du Mans est par ailleurs complété par la ligne T3 dite « Tempo » depuis le 20 février 2016, entre la gare du Mans, en correspondance directe avec le tramway à la station Gares, et la commune d'Allonnes, au terminus Allonnes - Bois Joli. Cette ligne est un bus à haut niveau de service (BHNS), circulant majoritairement en site propre. À terme, d'autres extensions sont envisagées, notamment vers l'Avenue Bollée[réf. nécessaire].

## Exploitation
La ligne T2 circule de 05h30 à 01h15, avec une fréquence d'un tramway toutes les six minutes en heure de pointe. En 2015, elle est fréquentée par 25 000 voyageurs en jour ouvrable de base (lundi à vendredi, hors vacances scolaires).

## Liste des arrêts
|  |   |  | Station                              | Lat/Long                    | Commune | Correspondances                                                    |
|  | - |  | ------------------------------------ | --------------------------- | ------- | ------------------------------------------------------------------ |
|  | ■ |  | Bellevue - Hauts de Coulaines        | 48° 01′ 13″ N, 0° 12′ 42″ E | Le Mans | 4 15                                                               |
|  | • |  | Maillets - Zamenhof                  | 48° 01′ 02″ N, 0° 13′ 03″ E | Le Mans | à Zamenhof : 12 15 22                                              |
|  | • |  | Maillets - Banjan                    | 48° 00′ 55″ N, 0° 12′ 44″ E | Le Mans |                                                                    |
|  | • |  | Croix de Pierre                      | 48° 00′ 44″ N, 0° 12′ 19″ E | Le Mans |                                                                    |
|  | • |  | Jacobins - Quinconces                | 48° 00′ 32″ N, 0° 12′ 00″ E | Le Mans | 4 11 31                                                            |
|  | • |  | Comtes du Maine - Office de tourisme | 48° 00′ 16″ N, 0° 12′ 00″ E | Le Mans | 5 6 12 14 23 25 31                                                 |
|  | • |  | Préfecture                           | 48° 00′ 03″ N, 0° 11′ 50″ E | Le Mans | T1 • 5 à Palais des Congrès : 14                                   |
|  | • |  | Leclerc - Fleurus                    | 47° 59′ 54″ N, 0° 11′ 42″ E | Le Mans | T1 à Pelouse : 14                                                  |
|  | • |  | Gares                                | 47° 59′ 43″ N, 0° 11′ 38″ E | Le Mans | SNCF • T1 T3 • 14 16 à Gare Routière : 13 à Gare Sud : 30 32 34 35 |
|  | • |  | Zola                                 | 47° 59′ 38″ N, 0° 11′ 54″ E | Le Mans | T1                                                                 |
|  | • |  | Viaducs                              | 47° 59′ 34″ N, 0° 12′ 13″ E | Le Mans | T1 • 5 35                                                          |
|  | • |  | Jaurès - Pavillon                    | 47° 59′ 23″ N, 0° 12′ 25″ E | Le Mans | T1                                                                 |
|  | • |  | Saint-Martin                         | 47° 59′ 08″ N, 0° 12′ 34″ E | Le Mans | T1 • 5 6 14 21                                                     |
|  | • |  | Churchill                            | 47° 59′ 21″ N, 0° 12′ 57″ E | Le Mans |                                                                    |
|  | • |  | Atlantides - Sablons                 | 47° 59′ 26″ N, 0° 13′ 20″ E | Le Mans |                                                                    |
|  | • |  | Île aux Sports                       | 47° 59′ 28″ N, 0° 13′ 47″ E | Le Mans |                                                                    |
|  | • |  | Epau - Gué Bernisson                 | 47° 59′ 31″ N, 0° 14′ 05″ E | Le Mans |                                                                    |
|  | ■ |  | ESPAL - Arche de la nature           | 47° 59′ 40″ N, 0° 14′ 02″ E | Le Mans | 6                                                                  |